# Jon Andersson i Östra Vässby
Jon Andersson (i riksdagen kallad Andersson i Östra Vässby), född 1765 i Dalskogs församling, Älvsborgs län, död 6 februari 1834 i Holms församling, Älvsborgs län, var en svensk riksdagsman i bondeståndet.
Andersson företrädde Sundals, Nordals och Valbo härader av Älvsborgs län vid riksdagen 1815. Han var då suppleant i förstärkta allmänna besvärs- och ekonomiutskottet.